# Kaidō Battle 2: Chain Reaction
Kaidō Battle 2: Chain Reaction (conocido como Kaido Racer en Europa, publicado por Konami en Europa) es un juego de carreras que es la secuela de Kaidō Battle: Nikko, Haruna, Rokko, Hakone, que contiene todas las pistas y elementos de juego de ese juego y nuevo contenido. El juego también es compatible con el volante y el juego de pedales GT Force. A diferencia de su predecesor y sucesor, el juego no se lanzó en América del Norte.

## Jugabilidad
Cronológicamente, el juego se desarrolla un año después de Tokyo Xtreme Racer: Drift y Tokyo Xtreme Racer 3, y un año antes de Tokyo Xtreme Racer: Drift 2. Se desarrolla en un período de tiempo no especificado en el siglo XXI, donde los pasos de montaña se han convertido en pistas de carreras cerradas con tecnología futurista, como lo implica la introducción de la conquista del juego.
Además de los modos CA (Cornering Artist) y SA (Spirit Attack) presentados anteriormente, esta secuela también presenta nuevos modos de juego como los modos de batalla FL/LF (First and Last/Last and First), batallas TAC (Time Attack Collision) o CAT (Cornering Artist Target). Los autos se pueden comprar nuevos o usados, y el jugador puede comprar muchas piezas de tuning. Al completar los patrocinadores, también se pueden colocar pegatinas de patrocinadores para obtener dinero adicional. Además, dos jugadores pueden competir en una batalla versus con pantalla dividida.
Una gran cantidad de rivales han regresado del juego anterior y hay nuevos tipos de rivales como los Lovers, conductores femeninos que envían mensajes de correo electrónico al jugador cuando los vence. Al vencer a los rivales, también se pueden desbloquear muestras musicales para que el jugador cree su propia música en el modo "Editor de sonido" del juego.

### Coches
El número total de vehículos incluidos, entre los que se incluyen Nissan, Toyota y Honda, es de aproximadamente 200. El juego también incluye algunos modelos europeos con licencias adicionales de Alfa Romeo, Audi, Mercedes-Benz y Opel.

## Recepción
En Japón, Famitsu le dio a Kaidō Battle 2: Chain Reaction una puntuación de 33/40. Vendió 91,785 copias en Japón a pesar de su buena puntuación.